# Anne-Marie Krumpholtzová
Anne-Marie Krumpholtzová (rozená Steckler/ová, 10. října 1766, Haute-Vigneulles, Lotrinsko – asi 1824) byla francouzská virtuózní harfenistka a hudební skladatelka.

## Život
Narodila se jako dcera Christiana Stecklera, výrobce hudebních nástrojů v Metách, který vyráběl proslulá cembala a klavíry.
Anne-Marie se věnovala hudbě od útlého věku. Jejího mimořádného nadání si všiml slavný český harfenista a skladatel Jan Křtitel Krumpholtz, který navštěvoval jejího otce v Metách, a v roce 1777 ji vzal do Paříže. Anne-Marie studovala u Krumpholtze hru na harfu a její debut v roce 1779 ve 13 letech, kdy s ním hrála na koncertě v Concerts Spirituel v Paříži a vystoupila před královnou Marií Antoinettou, okamžitě zaznamenal úspěch.
Po smrti své první manželky se v roce 1783 Krumpholtz se svou žačkou oženil a měl s ní tři děti. Příliš mladá Anne-Marie však manžela brzy opustila kvůli jinému českému hudebníkovi, klavíristovi Janu Ladislavu Dusíkovi a v roce 1788 s ním uprchla do Londýna.
Opuštěný manžel v zoufalství v roce 1790 spáchal sebevraždu skokem do Seiny z vrcholku Pont Neuf.
Anne-Marie nastudovala Dusíkovy duety pro harfu a klavír a vystupovala společně se skladatelem, který jí věnoval i sbírku svých sonát. Encyklopedia Muzyczna PWM. Svazek 5. Część biograficzna klł. Kraków: Polskie Wydawnictwo Muzyczne, 1997. ISBN 978-83-224-3303-4. S. 217.
V roce 1792 však Dusík Anne-Marii opustil kvůli zpěvačce Sophii Corriové.
V roce 1796 Anne-Marie vydala klavírní metodiku a pokračovala v koncertování v Británii. Její současníci ji obdivovali jako virtuózku na harfu Baker’s Biographical Dictionary of Musicians. Svazek Volume 3 Haar–Levi. New York: Schirmer Books, 2001. ISBN 978-0-02-865528-4. S. 1974.
, její hru obdivovali např. Ernst Ludwig Gerber či François Fétis.
Dceru Anne-Marie a Jana Křtitele Krumpholtze, Fanny Krumpholtz Pittarovou, adoptovala vévodkyně Luisa Marie Bourbonská, manželka orleánského vévody Ludvíka Filipa II. a matka krále Ludvíka Filipa I., která se po smrti otce zavázala vychovat Fanny, jako hudebnici u francouzského dvora. Touto adopcí se Fanny stala adoptivní sestrou krále Ludvíka Filipa a žila u francouzského dvora.

## Odkaz
Anne-Marie Krumpholtzová byla přední harfovou sólistkou a založila tradici profesionální jevištní hry na harfu pro ženy. Joseph Haydn pro ni napsal doprovod árie ve své opeře L'anima del filosofo: Orpheus & Eurydice.

## Tvorba
Mezi vybraná díla patří:
- Lison Dormoit
- A Favorite Piemontois Air with Variations by Dalvimare
- The Favorite Air of Pray Goody
- Robin Adair

### Poznámka
1. ↑  Podle jiného zdroje se narodila v roce 1755 v Metách